# Nur Pferden gibt man den Gnadenschuß
Nur Pferden gibt man den Gnadenschuß (Originaltitel: They Shoot Horses, Don’t They?) ist ein US-amerikanisches Filmdrama von Sydney Pollack aus dem Jahr 1969. Die Hauptrolle spielte Jane Fonda. Der Tanzfilm wurde in einer Kategorie mit dem Oscar ausgezeichnet. Die Handlung beruht auf dem gleichnamigen Roman von Horace McCoy aus dem Jahr 1935.

## Handlung
Der junge Robert ist gescheiterter Regisseur, der in seiner Jugend Zeuge wurde, wie ein verletztes Pferd per Gnadenschuss getötet wurde. 1932 – zur Zeit der Weltwirtschaftskrise – sucht er einen schäbigen Tanzsaal auf, in dem Hunderte von Menschen, darunter die zynische Film-Statistin Gloria Beatty, sich bei einem Tanzmarathon anmelden, bei dem 1500 US-Dollar Preisgeld für die Sieger ausgelobt wurden. Da Glorias Tanzpartner kurz vor Beginn des Wettbewerbs erkrankt, wird das Paar abgewiesen. Beatty fordert Robert auf, mit ihr zu tanzen.
Die Motivation vieler der Teilnehmer ist die kostenlose Verpflegung während des Wettbewerbs. Einige geben trotz Erschöpfung nicht auf, darunter die erfolglose Schauspielerin und Jean-Harlow-Kopie Alice, die hofft, auf diese Weise von einem Agenten oder Regisseur entdeckt zu werden oder die junge Ruby, die mit ihrem Ehemann trotz fortgeschrittener Schwangerschaft an der Veranstaltung teilnimmt. Moderiert wird der Tanzmarathon von Showmaster Rocky, der dem Publikum den Wettbewerb als Spektakel verkauft. Zwar hilft er aktiv Teilnehmern, die dem psychischen und physischen Druck nicht mehr standhalten, doch torpediert er auch die Bemühungen anderer Teilnehmer, indem er beispielsweise Alices zweites Kleid und ihre Kosmetika heimlich aus dem Koffer stiehlt. Das Publikum ist nach seiner Erfahrung mehr an dem körperlichen Leiden der Tanzpaare interessiert. Der Marathon wird zusätzlich durch zehnminütige Rennen im Kreis erschwert, bei denen die drei letzten Paare per Zielfotoentscheid ausscheiden.
Gloria und Robert lernen sich in den folgenden hunderten von Stunden besser kennen, doch es kommt zwischen den beiden zum Zerwürfnis, als die schöne Alice in einer Pause mit Robert anbändelt, woraufhin sich Gloria auf ein Schäferstündchen mit Rocky einlässt. Beide finden kurzzeitig andere Tanzpartner, Glorias neuer Partner wird der alternde Sailor. Während eines der mörderischen Zehnminutenrennens stirbt dieser an einem Kreislaufkollaps. Gloria will dies nicht wahrhaben und schleppt ihn auf ihren Schultern zur Ziellinie, um nicht vom Wettbewerb auszuscheiden. Danach sind Robert und Gloria wieder als Tanzpaar vereint und Rocky schlägt Gloria in seinem Büro vor, Robert der Show halber auf dem Parkett zu heiraten – das würde sich auch für sie rechnen, da sie von den Showsponsoren Hochzeitsgeschenke erhalten würde. Als Gloria dies empört ablehnt, offenbart ihr Rocky, dem Gewinner des Tanzwettbewerbs werden vom Preisgeld die ärztliche Betreuung, Wäscherei, Telefonate, nahezu alle Kosten des Wettbewerbs abgezogen, was vom Gewinn übrig bliebe, sei nicht der Rede wert.
Seelisch und körperlich am Ende ist Gloria nun ihrer letzten Hoffnung beraubt. Sie will mit ihrer eigenen Waffe Selbstmord begehen, kann es aber selbst nicht vollbringen. Darum bittet sie Robert, sie zu erschießen, was dieser ihr nicht verwehrt. Der Polizei gibt er später als Motiv an, dass man Pferden auch einen Gnadenschuss gebe. Wer den Tanzmarathon gewinnt, bleibt offen.

## Kritiken
Vincent Canby lobte in der New York Times vom 11. Dezember 1969 die Darsteller, von denen er Jane Fonda, Michael Sarrazin, Gig Young, Susannah York und Bonnie Bedelia namentlich erwähnte. Der Film sei „opulent“, was „auf eine seltsame Weise“ optimistisch wirke.
Das Lexikon des internationalen Films schrieb, der Film zeige „schonungslos“ die „Qualen“ der Charaktere und setze „geschickt auf emotionale Effekte“. Er sei „ambitioniert“.
Ebenfalls positiv urteilt der Evangelische Film-Beobachter: „Ein nach Thema und Gestaltung beachtlicher Film über menschenunwürdige Ausbeutung von Not und Verzweiflung. Schon ab 16 sehenswert.“

## Auszeichnungen
Dies ist der Film mit den meisten Oscarnominierungen, nämlich neun, der nicht als Bester Film nominiert war. Gig Young gewann bei der Oscarverleihung 1970 in der Kategorie Bester Nebendarsteller. Die acht weiteren Nominierungen erhielten: Jane Fonda als Beste Hauptdarstellerin, Susannah York als Beste Nebendarstellerin, Sydney Pollack für die Beste Regie, die Drehbuchautoren für das Beste adaptierte Drehbuch, die Filmmusikkomponisten für die Beste Filmmusik, der Filmeditor Fredric Steinkamp für den Besten Schnitt, der Kostümdesigner Donfeld für das Beste Kostümdesign und die Szenenbildner Harry Horner und Frank R. McKelvy für das Beste Szenenbild.
Gig Young gewann im Jahr 1970 den Golden Globe Award in der Kategorie Bester Nebendarsteller. Der Film wurde als Bester Film – Drama, Sydney Pollack, Jane Fonda, Red Buttons und Susannah York wurden für den Golden Globe nominiert.
Susannah York gewann im Jahr 1971 den britischen Society of Film and Television Arts Award (der spätere BAFTA Award) als Beste Nebendarstellerin. Jane Fonda, Michael Sarrazin, Gig Young, die Drehbuchautoren und der Editor wurden für den BAFTA Award nominiert.
Jane Fonda gewann 1969 den New York Film Critics Circle Award. Der Film gewann 1970 den National Board of Review Award. Sydney Pollack wurde 1970 für den Directors Guild of America Award nominiert. Die Drehbuchautoren wurden 1970 für den Writers Guild of America Award nominiert. Jane Fonda (beste weibliche Hauptrolle) und Gig Young (beste männliche Nebenrolle) gewannen 1971 den Award des Kansas City Film Critics Circle. Im selben Jahr wurde Fonda mit dem französischen Étoile de Cristal als Beste ausländische Darstellerin geehrt.

## Hintergrund
Die Dreharbeiten fanden in Santa Monica statt.

## Trivia
- Eine Folge der Fernsehserie Ally McBeal (Staffel 2 Episode 2) hieß in Anlehnung an den Originaltitel They Eat Horses, Don’t They?.

- Für die Kinoeinsätze in der BRD und der DDR wurden jeweils eigene ungekürzte Synchronisationen produziert, die beide noch existieren.

- They Shoot Pictures, Don’t They? ist der Name einer Filmbewertungs- und Rankingwebseite, der sich am Titel des Films orientiert.